# Tamás Kertész
Tamás Kertész (Budapest, 1º  aprile 1929 – Debrecen, 2 marzo 1989) è stato un calciatore ungherese, di ruolo attaccante.

## Carriera

### Club
Ha sempre giocato nel campionato ungherese.

### Nazionale
Ha collezionato 2 presenze con la maglia della Nazionale